# Porteiras
Porteiras är en kommun i Brasilien.   Den ligger i delstaten Ceará, i den östra delen av landet, 1 300 km nordost om huvudstaden Brasília. Antalet invånare är 15 065.
Omgivningarna runt Porteiras är huvudsakligen savann. Runt Porteiras är det ganska glesbefolkat, med 29 invånare per kvadratkilometer.